# Eglingen
Eglingen är en kommun i departementet Haut-Rhin i regionen Grand Est (tidigare regionen Alsace) i nordöstra Frankrike. Kommunen ligger i kantonen Altkirch som tillhör arrondissementet Altkirch. År 2022 hade Eglingen 365 invånare.

## Befolkningsutveckling
Antalet invånare i kommunen Eglingen
| Referens: INSEE |